# Karlowszky Károly Lajos
Karlowszky Károly Lajos (Nyíregyháza, 1810 körül – Szolyva, 1875. augusztus 20.) orvosdoktor.

## Élete
1835-ben a pesti egyetemen nyert orvosdoktori oklevelet, azután Nyíregyháza főorvosa volt.
Cikkei a Magyar Gazdában (1846. A trágya és annak hatása) és a Fürdői Lapokban (1868. A hársfalvi ásványvíz) jelentek meg.

## Munkái
1. Dissertatio inaug. medico-pharmacol. de Creosoto. Budae, 1835.
2. A szolyvai és ploszkói savanyúvizek rövid leírása természet-, vegy- és kórtani tekintetben. Munkács, nov. 1. 1855. Szeged.
3. A gyógyfürdők és égvényes savanyúvizek alkatrészeinek hatása és használatáról különösen Hársfalvára alkalmazva. Irta különösen fürdővendégek számára. Eperjes, 1871.